# Brigitte Friesz
Pour les articles homonymes, voir Friesz.
Brigitte Friesz, née en 1944 à Francfort-sur-le-Main, est une scénographe et artiste peintre allemande. Elle vit à Cologne et à Berlin. 

## Biographie
En 1963, elle étudie à la Staatliche Werkkunstschule de Cassel et poursuit ses études à l'École nationale supérieure d'art de Limoges-Aubusson. Pendant cette période, elle fut l'assistante de Jean Lurçat à Saint-Céré (Lot). En 1965, elle assiste à Victor Vasarely dans son atelier à Paris. En 1966, elle entreprend des études de scénographie à la Hochschule für bildende Künste à Hambourg auprès de Wilfried Minks (de), l'un des éminents scénographes du XXe siècle en Allemagne. Elle y étudia l'esthétique chez les philosophes Max Bense et Bazon Brock (de). Après l'obtention du diplôme, elle travaille de 1971 à 1973 à la Schaubühne  en tant qu'assistante-scénographe et scénographe sur des représentations de pointe de l'époque chez Karl-Ernst Herrmann (de) et en collaboration avec Peter Stein. Dès 1973, elle est scénographe et costumière indépendante avec des engagements en Allemagne et en Suisse. Elle réalisa, en 1992, la scénographie, les décors et les costumes pour la représentation traditionnelle de la pièce Le Grand Théâtre du Monde de l'auteur classique espagnol Pedro Calderón de la Barca à l'Abbaye d'Einsiedeln. En 1988 Friesz était professeur à la Haute école d'art de Zurich ; en 1992, elle était professeur invitée à l'université des arts de Berlin. Depuis le milieu des années 1990, Brigitte Friesz est artiste peintre et expose lors d'expositions individuelles et collectives en Allemagne et en France.

## Distinctions
- Premier Prix - scénographie et costumes - Rencontres théâtrales de Suisse en 1980
- Prix d'arts de la ville de Berne (pour son œuvre) en 1987